# Oxycera torrentium
Oxycera torrentium är en tvåvingeart som först beskrevs av Vaillant 1950.  Oxycera torrentium ingår i släktet Oxycera och familjen vapenflugor.
Artens utbredningsområde är Algeriet. Inga underarter finns listade i Catalogue of Life.